# Liski (Pisz)
Liski [ˈliski] (deutsch Lisken) ist ein Dorf in der polnischen Woiwodschaft Ermland-Masuren, das zur Gmina Pisz (Stadt- und Landgemeinde Johannisburg) im Powiat Piski (Kreis Johannisburg) gehört.

## Geographische Lage
Liski liegt im östlichen Süden der Woiwodschaft Ermland-Masuren, elf Kilometer südöstlich der Kreisstadt Pisz (deutsch Johannisburg).

## Geschichte
Das nach 1579 Lischkenn, nach 1785 Liszken und vor 1912 Lysken genannte Dorf wurde 1445 vom Deutschen Ritterorden als Zinsdorf mit 46 Hufen gegründet. 
Von 1874 bis 1945 war der Ort in den Amtsbezirk Symken (polnisch Szymki) eingegliedert, der – 1938 in „Amtsbezirk Simken“ umbenannt – zum Kreis Johannisburg im Regierungsbezirk Gumbinnen (ab 1905: Regierungsbezirk Allenstein) in der preußischen Provinz Ostpreußen gehörte.
410 Einwohner waren im Jahr 1910 in Lisken gemeldet. Ihre Zahl verringerte sich bis 1933 auf 348 und belief sich 1939 auf 350.
In Kriegsfolge kam Lisken 1945 mit dem gesamten südlichen Ostpreußen an Polen und erhielt die polnische Namensform „Liski“. Heute ist das Dorf Sitz eines Schulzenamtes (polnisch Sołectwo) und als solches eine Ortschaft im Verbund der Stadt- und Landgemeinde Pisz (Johannisburg) im Powiat Piski (Kreis Johannisburg), bis 1998 der Woiwodschaft Suwałki, seither der Woiwodschaft Ermland-Masuren zugehörig. 
Im Jahr 2011 zählte Liski 305 Einwohner.

## Religionen
Bis 1945 war Lisken in die evangelische Kirche Kumilsko (1938 bis 1945 Morgen, polnisch Kumielsk) in der Kirchenprovinz Ostpreußen der Kirche der Altpreußischen Union sowie in die römisch-katholische Kirche in Johannisburg im Bistum Ermland eingepfarrt.
Heute gehört Liski katholischerseits zur Pfarrei Kumielsk im Bistum Ełk der römisch-katholischen Kirche in Polen. Die evangelischen Einwohner halten sich zur Kirchengemeinde in Pisz in der Diözese Masuren der Evangelisch-Augsburgischen Kirche in Polen.

## Schule
Lisken wurde 1759 ein Schulort.

## Verkehr
Liski ist von der Landesstraße 58 über eine Nebenstraße zu erreichen, die bei Kocioł Duży abzweigt, ebenso von der DK 63 über eine Nebenstraße in Richtung Kumielsk (Kumilsko, 1938 bis 1945 Morgen). 